# Wałentyn Trojanowski
Wałentyn Mykołajowycz Trojanowski, ukr. Валентин Миколайович Трояновський, ros. Валентин Николаевич Трояновский, Walentin Nikołajewicz Trojanowski (ur. 1 czerwca 1939 w Kijowie, Ukraińska SRR, zm. 18 stycznia 2012 w Kijowie, Ukraina) – ukraiński piłkarz, grający na pozycji napastnika, a później pomocnika.

## Kariera piłkarska

### Kariera klubowa
W 1950 jeszcze będąc dzieckiem zaczął grać w drużynie "Leninska Kuznia". W 1954 wstąpił do FSzM Kijów, skąd w 1956 przyszedł do Dynama Kijów, ale występował jedynie w drużynie rezerwowej. W 1957 przeniósł się do Kołhospnyka Równe, a w następnym roku do Łokomotywu Winnica. W 1960 powrócił do Dynama, w którym występował w ataku razem w parze z Walerijem Łobanowskim. W 1964 z powrotem wrócił do winnickiego Łokomotywu. Sezon 1967 spędził w Czornomorcu Odessa, skąd w następnym roku przeszedł do Krywbas Krzywy Róg. Po dwóch sezonach w Krywbasie wyjechał na Daleki Wschód, gdzie bronił barw klubu Sachalin Jużnosachalińsk, w którym ukończył karierę piłkarską. Po zakończeniu występów powrócił do Kijowa, w którym obecnie mieszka. 18 stycznia 2012 zmarł w Kijowie.

## Sukcesy i odznaczenia

### Sukcesy klubowe
- mistrz ZSRR: 1961

### Odznaczenia
- tytuł Mistrza Sportu ZSRR: 1960